# Spinalis
Spinalis er en del af erector spinae, en gruppe muskler og sener, lokaliseret tættest på rygsøjlen. Den er opdelt i tre dele: Spinalis dorsi, spinalis cervicis og spinalis capitis.